# Nordea Bank

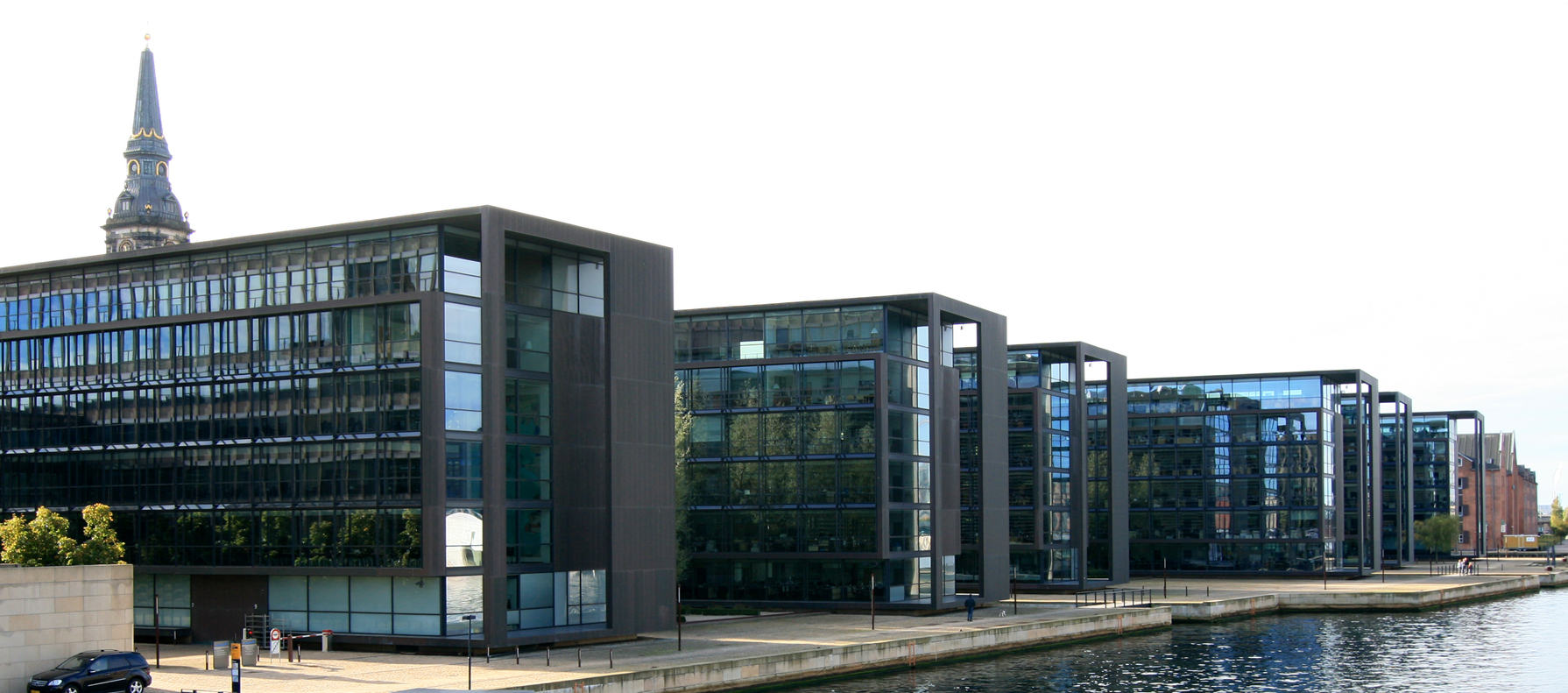
Siedziba Nordea Bank AB, Kopenhaga

Nordea Bank – nordycka grupa bankowa działająca na terenie Europy Północnej, mająca swoją siedzibę w Helsinkach.
Bank powstał wskutek połączenia się fińskiego banku Merita Bank, szwedzkiego Nordbanken, duńskiego Unibanku oraz norweskiego Christiania Bank. Połączenia wszystkich banków rozpoczęły się w 1997 roku, a plan połączeniowy zakończył się na początku 2000 roku.  Akcje Nordea Bank notowane są na giełdach papierów wartościowych w Sztokholmie, Helsinkach oraz Kopenhadze.
Grupa Nordea posiada łącznie ponad 700 oddziałów w 16 krajach świata i zatrudnia ponad 32 000 pracowników. Nordea oprócz swojej siedziby w Sztokholmie posiada regionalne siedziby oraz przedstawicielstwa w Londynie, Nowym Jorku, Szanghaju, Frankfurcie, Singapurze oraz Luksemburgu.
Bank Nordea pod koniec 2016 roku zrzeszał kapitał ponad 10 milionów klientów prywatnych oraz 0,5 miliona przedsiębiorstw. Bank posiada swój własny bank internetowy zrzeszający ponad 5,2 miliona klientów i dokonujący ponad 200 milionów operacji rocznie.

## Nordea w Polsce

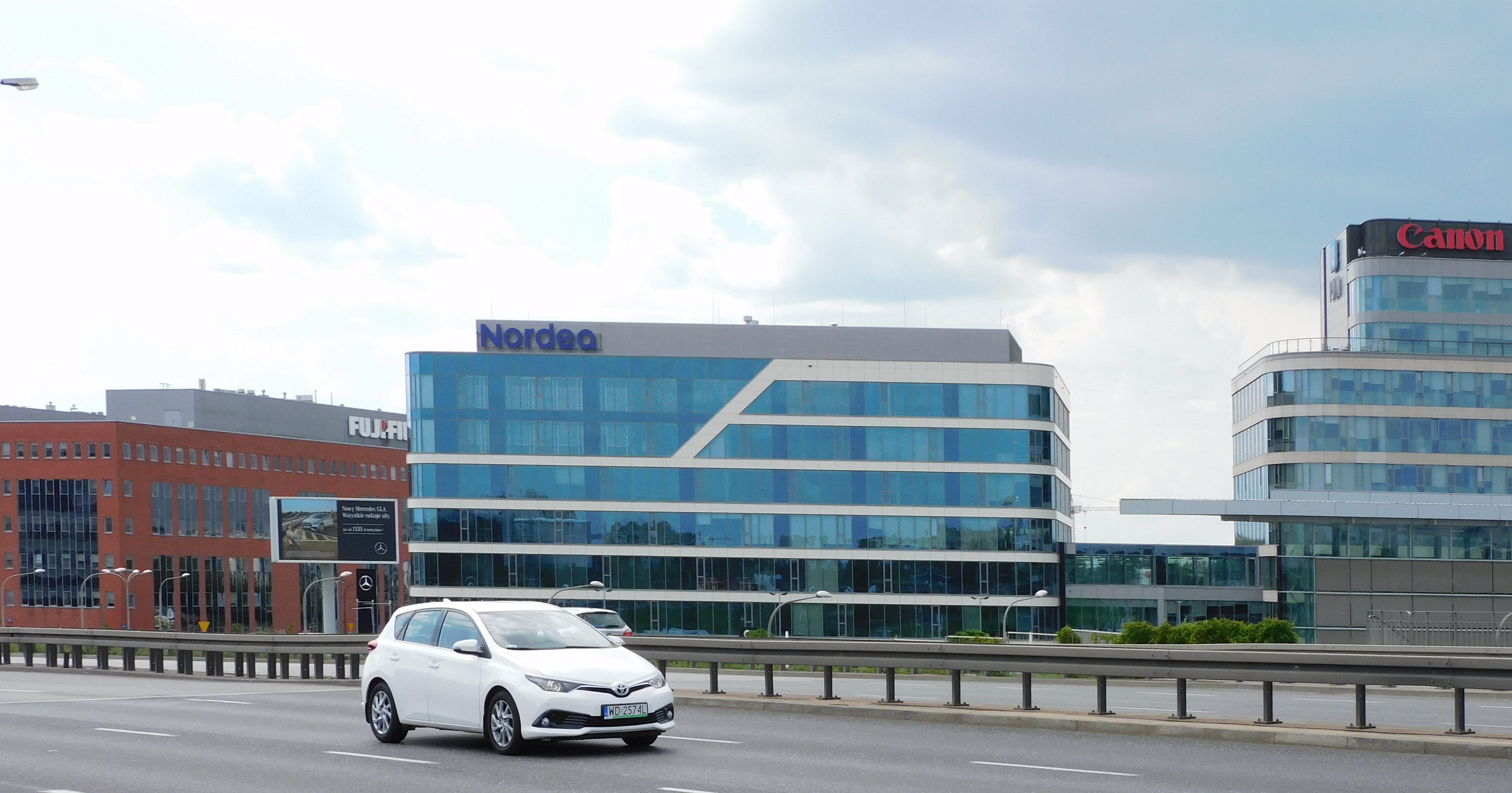
Biura banku w Warszawie (2020)

Od 2010 roku Nordea reprezentowana jest w Polsce przez Nordea Bank ABP SA Oddział w Polsce z siedzibą w Łodzi. W Gdańsku, Gdyni i Warszawie funkcjonują centra operacyjne i IT banku zajmujące się obsługą procesów bankowych.
Wcześniej, w latach od 1999 roku do 2014 roku grupa Nordea posiadała następujące spółki i firmy zależne w Polsce:
- Nordea Bank Polska S.A. (powstały na bazie m.in. BWP-Unibank S.A.)
- Nordea Polska Towarzystwo Ubezpieczeń na Życie S.A.
- Nordea Powszechne Towarzystwo Emerytalne S.A. i Nordea Otwarty Fundusz Emerytalny
- Nordea Finance Polska S.A.

Akcje powyższych spółek nabył PKO Bank Polski.